# Viguieranthus
Viguieranthus es un género de  árboles perteneciente a la familia de las fabáceas. Comprende 10 especies descritas y de estas, solo 18 aceptadas.

## Taxonomía
El género fue descrito por Jean François Villiers y publicado en The Leguminosae of Madagascar 271. 2002.

## Especies aceptadas
A continuación se brinda un listado de las especies del género Viguieranthus aceptadas hasta agosto de 2012, ordenadas alfabéticamente. Para cada una se indica el nombre binomial seguido del autor, abreviado según las convenciones y usos.
- Viguieranthus alternans (Benth.) Villiers
- Viguieranthus ambongensis (R.Vig.) Villiers
- Viguieranthus brevipennatus Villiers
- Viguieranthus cylindricostachys Villiers
- Viguieranthus densinervus Villiers
- Viguieranthus glaber Villiers
- Viguieranthus glandulosus Villiers
- Viguieranthus kony (R.Vig.) Villiers
- Viguieranthus longiracemosus Villiers
- Viguieranthus megalophyllus (R.Vig.) Villiers
- Viguieranthus perrieri (R.Vig.) Villiers
- Viguieranthus pervillei (Drake) Villiers
- Viguieranthus scottianus (R.Vig.) Villiers
- Viguieranthus simulans (R.Vig.) Villiers
- Viguieranthus subauriculatus Villiers
- Viguieranthus umbilicus Villiers
- Viguieranthus unifoliolatus Villiers
- Viguieranthus variabilis Villiers